# Estadio Charros
El Estadio Panamericano, también llamado Estadio Charros o coloquialmente Charropark, está ubicado en Zapopan, dentro de la Zona Metropolitana de Guadalajara, México. Actualmente es la casa de los Charros de Jalisco equipo de béisbol que participa en la Liga Mexicana del Pacífico tras su regreso en la Temporada 2014-15 y de los Mariachis de Guadalajara que participa en la Liga Mexicana de Béisbol a partir de la temporada 2021.

## Historia
El Estadio fue construido para los Juegos Panamericanos de 2011, se inauguró en octubre de 2011 y recibió la certificación oficial de la Asociación Internacional de Federaciones de Atletismo apenas unos días antes del inicio de los Juegos Panamericanos.

### Remodelación
Después de anunciarse en abril de 2014, el regreso de los Charros regresaron al béisbol invernal, comprando la franquicia de Algodoneros de Guasave, se realizaron los trabajos de remodelación en el Estadio Telmex de atletismo para acondicionarlo en campo de béisbol, aumentando se capacidad de 8,500 a 11,500.

### Ampliación
Con el fin de consolidar al equipo de Charros en la ciudad de Guadalajara, se decidió ampliar nuevamente la capacidad del estadio, de 11,500 a 13,000. Los trabajos se realizaron entre marzo y septiembre de 2015. Para la Serie del Caribe 2018, se realizó una nueva ampliación que aumentó la capacidad a 16,000 aficionados permanentemente, con una inversión de 30 millones de pesos.